# Cyathea hebes
Cyathea hebes är en ormbunkeart som beskrevs av Janssen och Rakotondr. Cyathea hebes ingår i släktet Cyathea och familjen Cyatheaceae. Inga underarter finns listade.